# Petrelény
Petrelény (Petrileni), település Romániában, a Partiumban, Bihar megyében.

## Fekvése
A Fekete-Körös jobb partján futó út mellett, Belényestől délkeletre, Rény és Vaskohsziklás közt fekvő település.

## Története
Petrelény nevét 1588-ban említette először oklevél Petrilen, Zawoyen néven.
1808-ban Petrileny, Zavojeny, Petrilen-Zavojen, 1851-ben Petrikény-Zavojén, 1913-ban Petrelény néven írták.
Petrelény A Bornemisza család ősi birtoka volt.
1851-ben Fényes Elek írta a településről:
Petrikény-Zavojén, Bihar vármegyében, a váradi deák püspök vaskohi uradalmában, 418 óhitü lakossal, s anyatemplommal, 8 1/8 urbéri telekkel
1910-ben 493 görögkeleti ortodox román lakosa volt.
A trianoni békeszerződés előtt Bihar vármegye Vaskohi járásához tartozott.